# Rajhenavska jelka
Rajhenavska jelka (Abies alba) je z obsegom 496 cm tretja najdebelejša, z višino 51,5 m pa najvišja jelka v Sloveniji. Ocenjena starost je 500 let. Lesna masa: 38 kubičnih metrov.
Po obsegu jo je prekašala le Maroltova jelka s Pohorja, ki ima obseg 605 cm, a jo je zob časa in bolezen hudo poškodovala, 5. septembra 2010 pa se je porušila zaradi domnevno podtaknjenega požara. Še vedno pa stoji Črmošnjiška jelka z obsegom 580 cm, ki raste nedaleč od rajhenavske v bližini vasice Rog.
Ime je ta jelka dobila po rajhenavskem pragozdu, ta pa po vasi Rajhenav, ki se nahaja v bližini.
Pragozd Rajhenavski Rog je 51 ha veliko zaščiteno območje gozda, v katerem že stoletja vladajo izključno naravni zakoni. Gozdar dr. Leopold Hufnagl, ki je z gozdom pametno gospodaril, je že davnega leta 1892 iz gospodarjenja izvzel nekatere predele gozda in nam tako zapustil neprecenljivo dediščino.
Jelka (Abies alba Mill.) je iglavec, ki daje našim gozdovom poseben pečat. Ime je dobila po dveh srebrnobelih črtah na spodnji strani iglic. V Sloveniji je razširjena v jelovo-bukovih gozdovih na razgibanih visokih kraških planotah, grebenih in vrhovih dinarskega sveta. Več je najdemo na Jezerskem, Pohorju in v Savinjskih Alpah, posamezne primere tudi v Panonski nižini, nekaj več jo je na Dolenjskem. Višinsko jelka zavzema pas od 100 do 2.000 metrov.
Jelka zraste do 50 m visoko in doseže prsni premer do 2 m. Skorja je sivo rjava in v mladosti gladka. S starostjo razpoka. Rdečerjavi brsti so do 0,5 cm dolgi. Iglice so ploščate in dolge do 3,5 cm. Spodaj imajo dve značilni beli progi. Vrh iglice je zaobljen običajno z dvema vršičkoma. Iglice bodejo, če vejo z iglicami primemo v roko. To jo loči od smreke. Iglice so na vejah od 8 do 12 let, nato odpadejo. Iz ženskih socvetij, ki rastejo v zgornji tretjini krošnje, se v petih mesecih razvijejo 20 cm visoki storži. Usmerjeni so navzgor. Storži razpadejo na drevesu.

## Vir
- Marijan Kotar; Robert Brus (1999). Naše drevesne vrste. Slovenska matica, Ljubljana. COBISS 104942336. ISBN 961-213-068-X.
- O jelki